# رشاشية دخناء
الرشاشية الدخناء (بالإنجليزية: Aspergillus fumigatus) وهو فطر ينتمي لجنس الرشاشيات ويعتبر من أكثر أنواع الرشاشيات تسبباً في حدوث أمراض عند الأشخاص ذوي المناعة المنخفضة.

## الخواص والانتشار
على اعتبار أن الرشاشية الدخناء رمية فهي تتواجد في الطبيعة بشكل واسع وخصوصاً في التربة والمواد العضوية المتفسخة كأكوام السماد حيث تلعب دوراً مهماً في إعادة استخدام الكربون والآزوت.
تنتج مستعمرات الرشاشية الدخناء في مستعمراتها آلاف الأبواغ ذات اللون الرمادي المخضر والمحمولة على حوامل بوغية وسرعان ما تتناثر بالهواء. كان من المعتقد سابقاً بأن هذا الفطر لا يتكاثر بشكل جنسي وذلك حتى عام 2008 حيث تم اثبات تكاثره الجنسي وذلك بعد 145 عاماً على اكتشافه.
يستطيع الفطر أن ينمو على درجة حرارة 37 مئوية-المماثلة لدرجة حرارة جسم الإنسان- وعلى درجات حرارة أكثر ارتفاعاً وتصل حتى 50 درجة مئوية. أما الأبواغ فتبقى حية حتى 70 درجة مئوية.
تتنتشر أبواغ الرشاشيات في البيئة ويقدر عدد الأبواغ التي يتم استنشاقها بعدة مئات من الأبواغ في اليوم الواحد والتي يتم القضاء عليها من قبل دفاعات الجسم المختلفة في الأجسام السليمة. بينما في المرضى الذين يعانون من خلل في أجهزتهم المناعية مثل الأشخاص الذين قاموا بعملية زرع أعضاء أو يعانون من الأيدز أو أبيضاض الدم يتحول هذا الفطر إلى ممرض ويسبب مرض يدعى داء الرشاشيات.

## الجينوم
تتمتع الرشاشية الدخناء بجينوم ثابت فرداني. تم نشر التسلسل الكامل للأحماض النووية لجينوم الرشاشية الدخناء في مجلة نيتشر عام 2005.

## معرض الصور

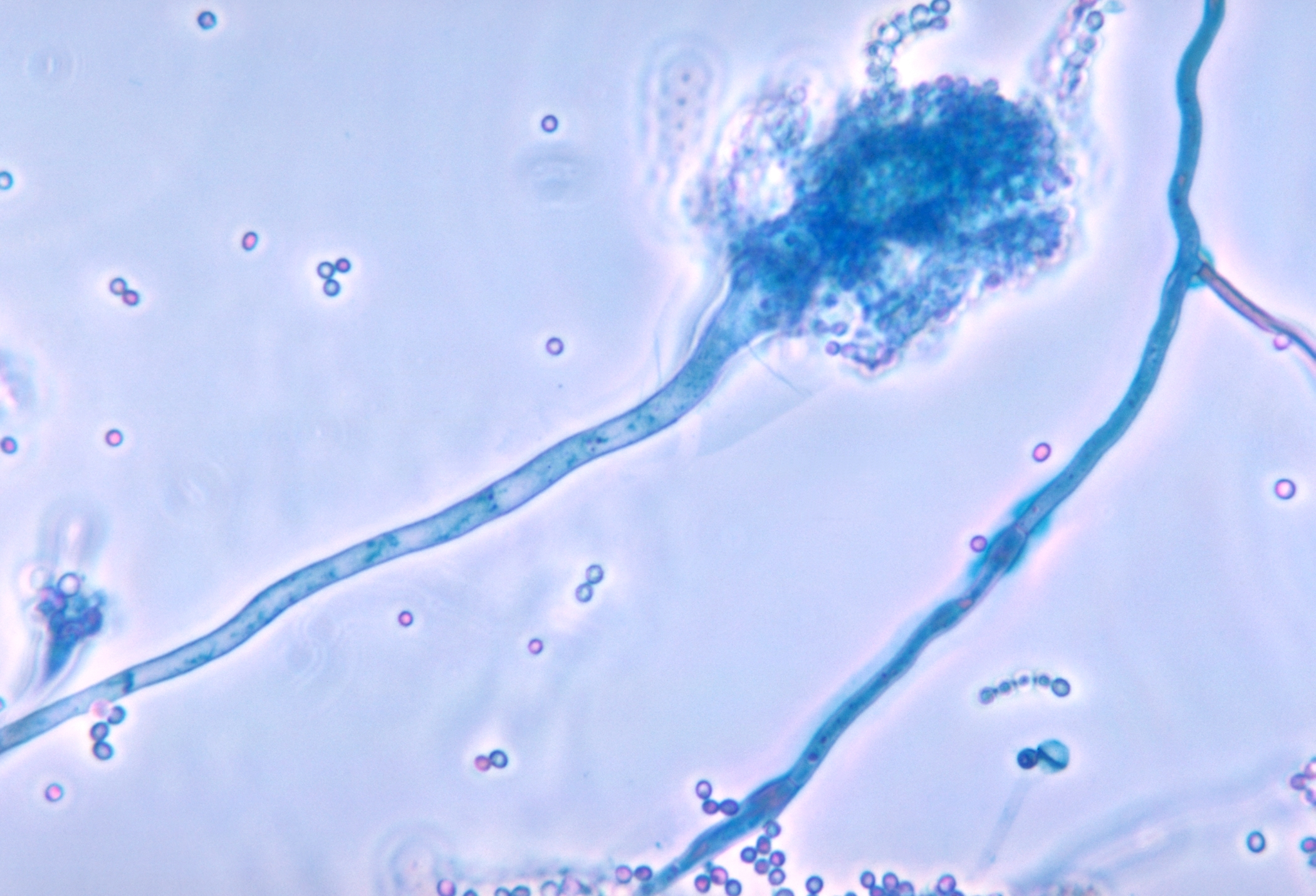
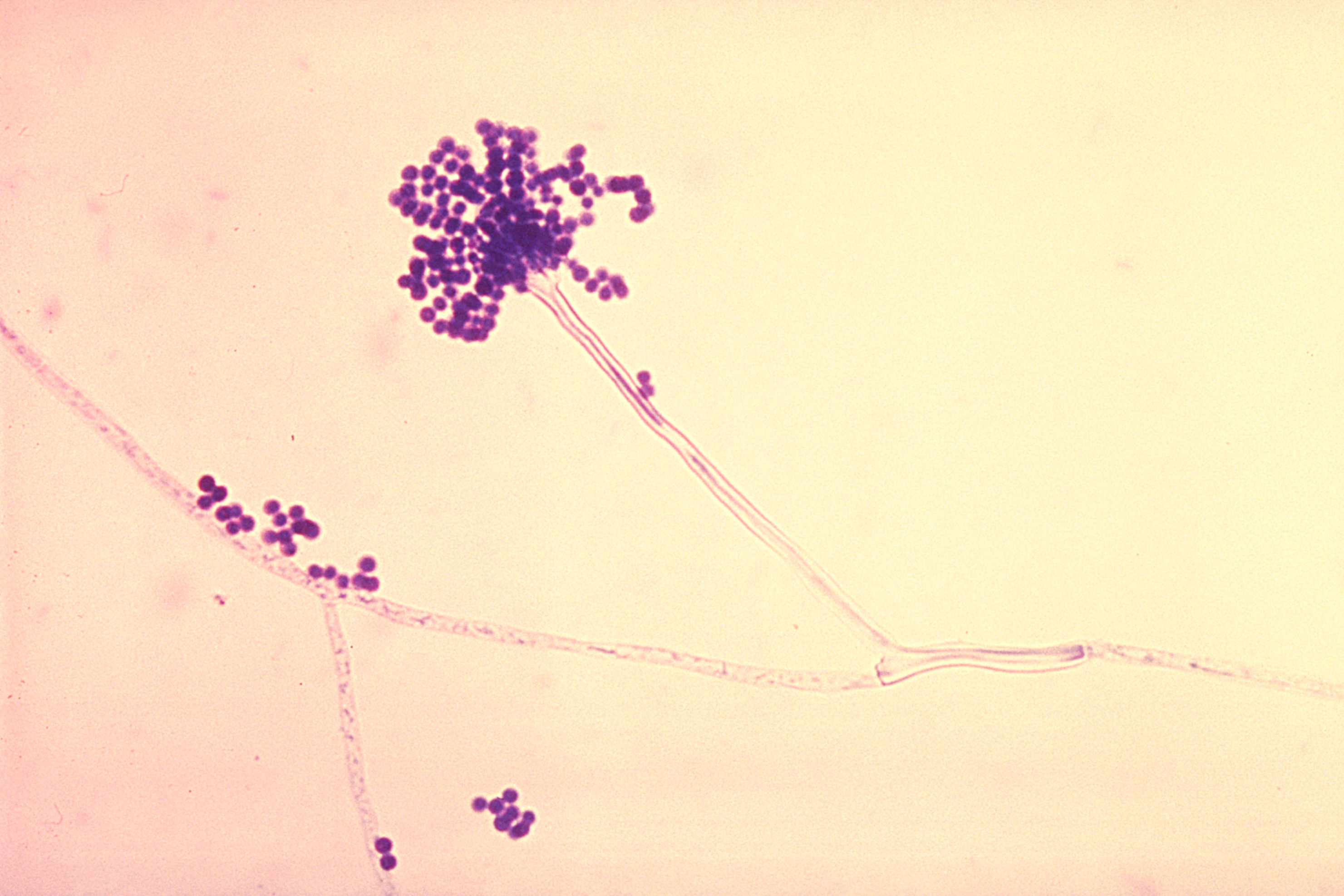
الحوامل البوغية للرشاشية الدخناء
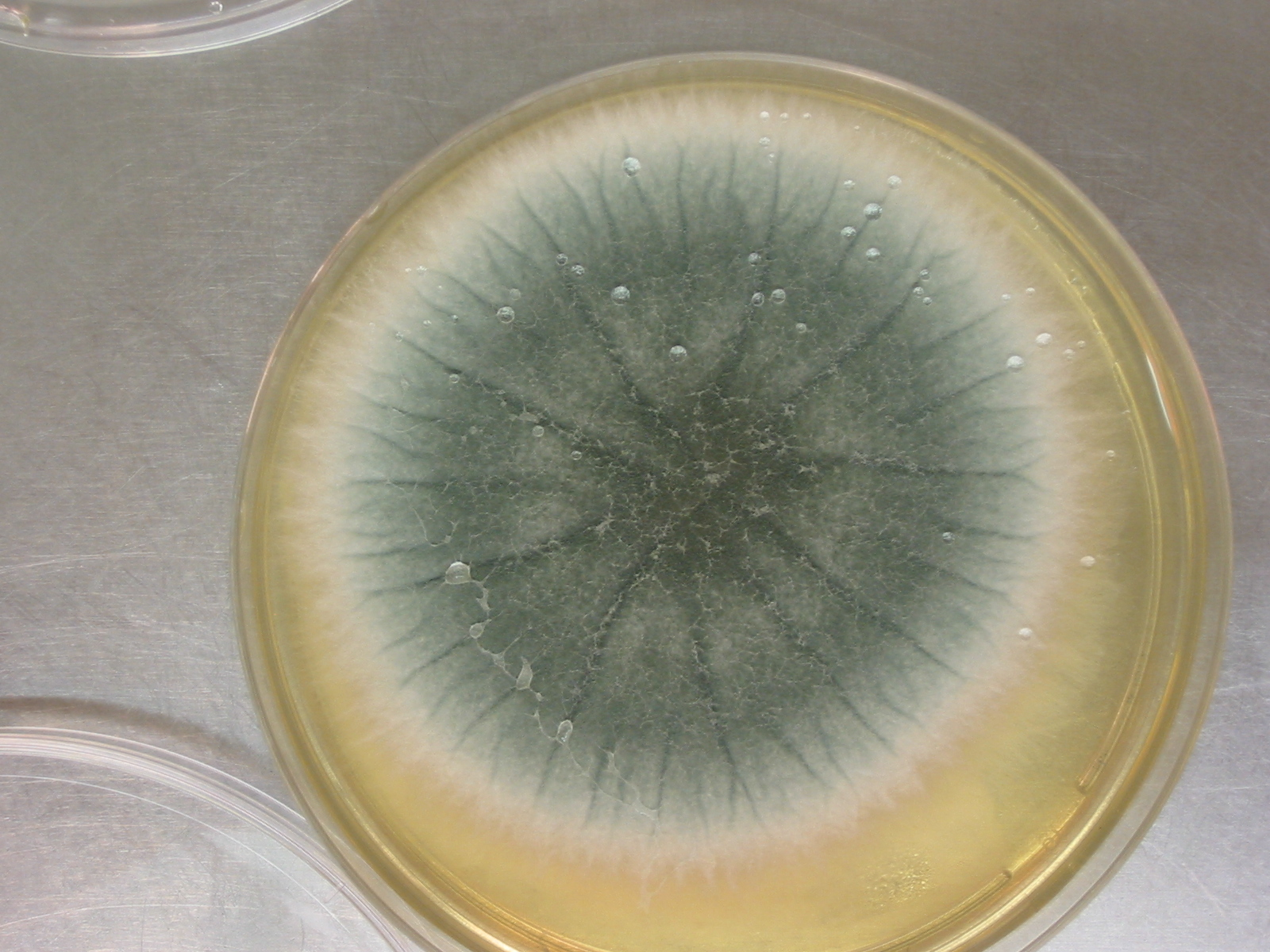
المستعمرة في طبق بتري
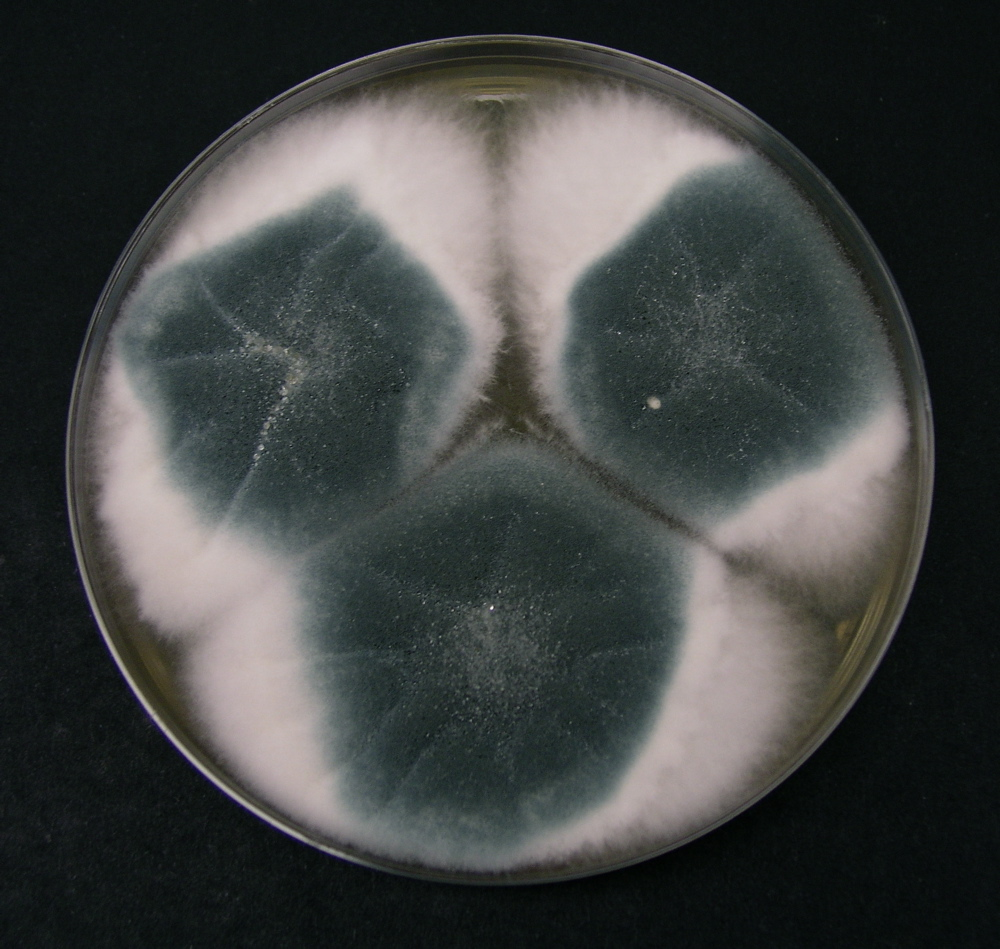
الرشاشية الدخناء معزولة من التربة